# ديفيد فريدمان (ملحن)
ديفيد فريدمان (بالإنجليزية: David Friedman)‏ هو موزع وملحن وكاتب أغاني أمريكي، ولد في 16 مايو 1950.

## وصلات خارجية
- الموقع الرسمي
- ديفيد فريدمان على موقع IMDb (الإنجليزية)
- ديفيد فريدمان على موقع ميوزك برينز (الإنجليزية)
- ديفيد فريدمان على موقع قاعدة بيانات برودواي على الإنترنت (الإنجليزية)
- ديفيد فريدمان على موقع ديسكوغز (الإنجليزية)
- ديفيد فريدمان على موقع قاعدة بيانات الفيلم (الإنجليزية)